# Orton (Westmorland and Furness)
Pour les articles homonymes, voir Orton.
Orton est un village et une paroisse civile de Cumbria, située dans le nord-ouest de l'Angleterre.